# Argus Vanden Driessche
Argus Oscar Vanden Driessche (22 april 2007) is een Belgisch voetballer die onder contract ligt bij Club Brugge. Hij speelt als doelman. 

## Clubcarrière
Vanden Driessche ondertekende in maart 2023 zijn eerste profcontract bij Club Brugge. In het seizoen 2024/25 stond hij onder de lat tijdens vier van de zes wedstrijden van Club Brugge in de league phase van de UEFA Youth League. In december 2024 werd het contract van Vanden Driessche, die dat seizoen ook het duel van de U18-ploeg van Club Brugge verdedigde, opengebroken tot 2027.
Op 22 februari 2025 maakte Vanden Driessche zijn profdebuut in het shirt van Club NXT, het beloftenelftal van Club Brugge in Eerste klasse B: trainer Robin Veldman liet hem starten tegen KSC Lokeren-Temse, een wedstrijd die Club NXT met 2-1 verloor.

## Clubstatistieken
| Seizoen         | Club            | Land            | Competitie      | Competitie | Competitie | Beker | Beker | Supercup | Supercup | Europees | Europees | Totaal | Totaal |
| Seizoen         | Club            | Land            | Competitie      | Wed.       | Dlp.       | Wed.  | Dlp.  | Wed.     | Dlp.     | Wed.     | Dlp.     | Wed.   | Dlp.   |
| --------------- | --------------- | --------------- | --------------- | ---------- | ---------- | ----- | ----- | -------- | -------- | -------- | -------- | ------ | ------ |
| 2024/25         | Club NXT        | Vlag van België | Eerste klasse B | 1          | 0          | —     | —     | —        | —        | —        | —        | 1      | 0      |
| Carrière totaal | Carrière totaal | Carrière totaal | Carrière totaal | 1          | 0          | 0     | 0     | 0        | 0        | 0        | 0        | 1      | 0      |

Bijgewerkt op 22 februari 2025.
2 Romero ·
4 Ordóñez ·
8 Tzolis ·
9 Jutglà ·
10 Vetlesen ·
14 Meijer ·
15 Onyedika ·
16 Van den Heuvel ·
17 Vermant ·
19 Nilsson ·
20 Vanaken  · 
21 Skóraś ·
22 Mignolet ·
24 Osuji ·
27 Nielsen ·
29 Jackers ·
30 Jashari ·
41 Siquet ·
44 Mechele ·
55 De Cuyper ·
58 Spileers ·
62 Audoor ·
64 Sabbe ·
65 Seys ·
66 Yameogo ·
67 Et Taïbi ·
68 Talbi ·
71 De Corte ·
81 Vanden Driessche ·
84 Campbell ·
87 Furo ·
Coach: Hayen
Assistent-coach: Jonckheere